# 德梅特里奥·H·布里德

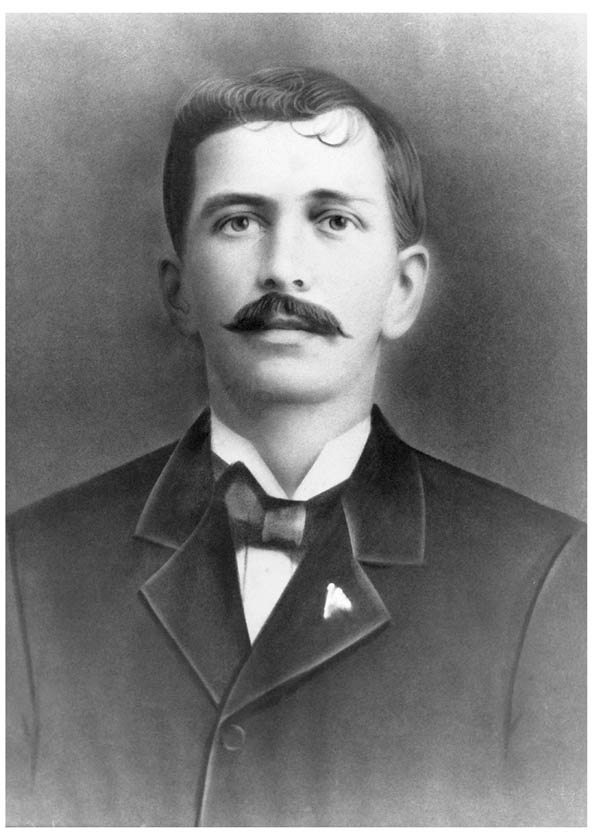

德梅特里奥·奥诺拉托·布里德·拉索（西班牙語：Demetrio Honorato Brid Lasso；1859年12月21日—1917年5月27日），巴拿马保守党政治人物，他是巴拿马事实上的第一任总统。

## 生平
布里德于1859年12月21日出生在巴拿马城，他的父亲是巴拿马铁路公司的律师。布里德13岁起就在《巴拿马星报》（La Estrella de Panamá）工作，最终担任报纸总编辑直到他去世。
布里德在年轻时加入保守党。1890年，他当选为巴拿马市议会议员，两年后他当选议会主席，并连任8届，直到1904年末辞职。他也是巴拿马省省议会副主席。
他积极参与了巴拿馬獨立。作为巴拿马市议会主席，在1903年11月3日晚，他召开会议支持独立运动，并宣布巴拿马独立，市议会成为事实上的最高权力机关，布里德则成为政府领导人。在次日布里德指定了三位过渡时期政府成员共同管理事务。在宣布独立后，布里德还参加了国民制宪会议起草宪法。1904年巴拿马选出曼努埃尔·阿马多尔·格雷罗为正式总统后，布里德曾先后担任国民议会第一副主席，国家选举委员会主席，驻意大利热那亚总领事，巴拿马省省长等。
布里德有两任妻子，共育有10个孩子。1917年5月27日他在巴拿马城逝世。
1953年，巴拿马国会通过法案，承认布里德是巴拿马事实上的首任总统，开国元勋。